# Prospero II Colonna
Prospero Colonna (1662-1743) foi um cardeal católico romano. Ele também é conhecido como Prospero II Colonna para diferenciá-lo do seu parente mais velho, o cardeal Prospero I Colonna (1410–1463).

## Biografia
Nasceu em Florença em 17 de novembro de 1672, Castle di Marino , perto de Roma. Segundo dos sete filhos de Filippo Colonna, patrício napolitano e veneziano, nobre romano e signore de Sonnino, e Cleria Cesarini, dos príncipes de Genzano. Primo do cardeal Carlo Colonna (1706). Tio-avô do cardeal Nicola Colonna di Stigliano (1785). Outros cardeais dos diferentes ramos da família foram Giovanni Colonna (1212); Giacomo Colonna (1278); Pietro Colonna (1288); Giovanni Colonna (1327); Agapito Colonna (1378); Stefano Colonna (1378); Oddone Colonna(1405; mais tarde Papa Martinho V); Próspero Colonna (1426); Giovanni Colonna (1480); Marco Antonio Colonna , sênior (1565); Ascanio Colonna (1586); Girolamo Colonna (1627); Girolamo Colonna (1743); Próspero Colonna (1743); Marcantonio Colonna , júnior (1759); Pietro Colonna (1766), que adotou o sobrenome Pamphili; e Nicola Colonna , 1785. Ele também está listado como Prospero II Colonna.
Estudos iniciais em casa; mais tarde, frequentou a Universidade La Sapienza , em Roma, onde obteve o doutorado.
Protonotário apostólico, março de 1692; mais tarde, decano do Colégio dos Protonotários. Referendário dos Tribunais da Assinatura Apostólica da Justiça e da Graça, 26 de junho de 1694. Protonotário apostólico participativo , junho de 1694. Vice-legado em Ferrara, 9 de dezembro de 1702. Vigário da basílica patriarcal de Latrão, 22 de dezembro de 1700. Clérigo da Câmara Apostólica, maio de 1706; tomou posse em 11 de outubro de 1706. Governador de Castro, administrado pela Câmara Apostólica, em 1707. Presidente delle Ripe , em 1711. Presidente delle Acque em 2 de maio de 1717. Governador da Torre de Arnolfe, 1718; e de Cesi, janeiro de 1719. Auditor da Câmara Apostólica, 14 de novembro de 1721.
Recebeu o diaconato em 16 de outubro de 1729.
Criado cardeal diácono no consistório de 30 de setembro de 1739; recebeu o gorro vermelho e a diaconia de Ss. Angelo in Pescheria, 16 de novembro de 1739. Participou do conclave de 1740, que elegeu o Papa Bento XIV.
Morreu em Roma em Segunda-feira, 4 de março de 1743, perto das 21 horas, de apoplexia, Roma. Exposto na basílica de Ss. XII Apostoli, Roma, onde aconteceu a capella papalis em 6 de março; à tarde, seu corpo foi trasladado em particular para a basílica patriarcal de Latrão e sepultado na capela de sua família, onde se encontra o coro de inverno do cabido daquela basílica.